# Дитаммари (язык)
Дитаммари (также тамари, сомба, тамберма и др.) — один из языков группы гур, относящейся к саваннской семье нигеро-конголезской языковой макросемьи. Распространён на северо-западе Бенина, в департаменте Атакора (коммуны Букомбе и Натинингу), а также в прилегающих районах Того (регион Кара). Число носителей составляет 122 600 человек, из них 88 300 человек — в Бенине и 34 300 человек — в Того. Среди носителей распространён французский, а также языки соседних этнических групп.
В качестве алфавита в дитаммари используется алфавит для национальных языков Бенина:
| Полный алфавит дитаммари | Полный алфавит дитаммари | Полный алфавит дитаммари | Полный алфавит дитаммари | Полный алфавит дитаммари | Полный алфавит дитаммари | Полный алфавит дитаммари | Полный алфавит дитаммари | Полный алфавит дитаммари | Полный алфавит дитаммари | Полный алфавит дитаммари | Полный алфавит дитаммари | Полный алфавит дитаммари | Полный алфавит дитаммари | Полный алфавит дитаммари | Полный алфавит дитаммари | Полный алфавит дитаммари | Полный алфавит дитаммари | Полный алфавит дитаммари | Полный алфавит дитаммари | Полный алфавит дитаммари | Полный алфавит дитаммари | Полный алфавит дитаммари | Полный алфавит дитаммари | Полный алфавит дитаммари |
| ------------------------ | ------------------------ | ------------------------ | ------------------------ | ------------------------ | ------------------------ | ------------------------ | ------------------------ | ------------------------ | ------------------------ | ------------------------ | ------------------------ | ------------------------ | ------------------------ | ------------------------ | ------------------------ | ------------------------ | ------------------------ | ------------------------ | ------------------------ | ------------------------ | ------------------------ | ------------------------ | ------------------------ | ------------------------ |
| A                        | B                        | C                        | D                        | Ɖ                        | E                        | Ɛ                        | F                        | H                        | I                        | K                        | Kp                       | L                        | M                        | N                        | Ŋ                        | O                        | Ɔ                        | P                        | R                        | S                        | T                        | U                        | W                        | Y                        |
| a                        | b                        | c                        | d                        | ɖ                        | e                        | ɛ                        | f                        | h                        | i                        | k                        | Kp                       | l                        | m                        | n                        | ŋ                        | o                        | ɔ                        | p                        | r                        | s                        | t                        | u                        | w                        | y                        |

хотя некоторые организации вроде Библейского Альянса Бенина пользуются укороченной версией без Ŋ, Ɖ и L:
| Укороченный алфавит дитаммари | Укороченный алфавит дитаммари | Укороченный алфавит дитаммари | Укороченный алфавит дитаммари | Укороченный алфавит дитаммари | Укороченный алфавит дитаммари | Укороченный алфавит дитаммари | Укороченный алфавит дитаммари | Укороченный алфавит дитаммари | Укороченный алфавит дитаммари | Укороченный алфавит дитаммари | Укороченный алфавит дитаммари | Укороченный алфавит дитаммари | Укороченный алфавит дитаммари | Укороченный алфавит дитаммари | Укороченный алфавит дитаммари | Укороченный алфавит дитаммари | Укороченный алфавит дитаммари | Укороченный алфавит дитаммари | Укороченный алфавит дитаммари | Укороченный алфавит дитаммари | Укороченный алфавит дитаммари |
| ----------------------------- | ----------------------------- | ----------------------------- | ----------------------------- | ----------------------------- | ----------------------------- | ----------------------------- | ----------------------------- | ----------------------------- | ----------------------------- | ----------------------------- | ----------------------------- | ----------------------------- | ----------------------------- | ----------------------------- | ----------------------------- | ----------------------------- | ----------------------------- | ----------------------------- | ----------------------------- | ----------------------------- | ----------------------------- |
| A                             | B                             | C                             | D                             | E                             | Ɛ                             | F                             | H                             | I                             | K                             | Kp                            | M                             | N                             | O                             | Ɔ                             | P                             | R                             | S                             | T                             | U                             | W                             | Y                             |
| a                             | b                             | c                             | d                             | e                             | ɛ                             | f                             | h                             | i                             | k                             | Kp                            | m                             | n                             | o                             | ɔ                             | p                             | r                             | s                             | t                             | u                             | w                             | y                             |

Для четырёх букв ã, ɛ̃, ĩ, ɔ̃ используется назальный вариант, на письме выражающийся тильдой. Акут и гравис используются для низкого и высокого тона. Таким образом, для e и o существует по три варианта (e, é, è и o, ó, ò), а для a, ɛ, i, ɔ — по шесть вариантов (все комбинации тональной и назальной диактирики).

## Примеры текстов

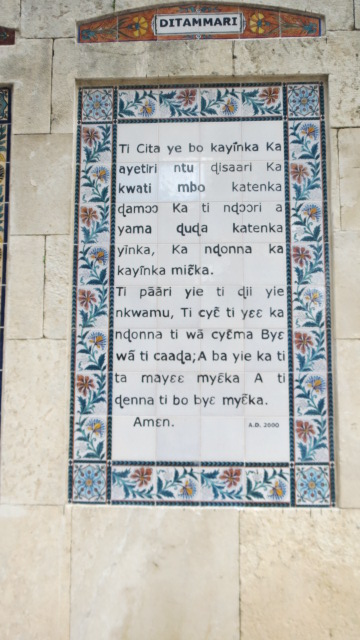
Текст «Отче наш» на дитаммари на стене Церкви Отче наш в Иерусалиме
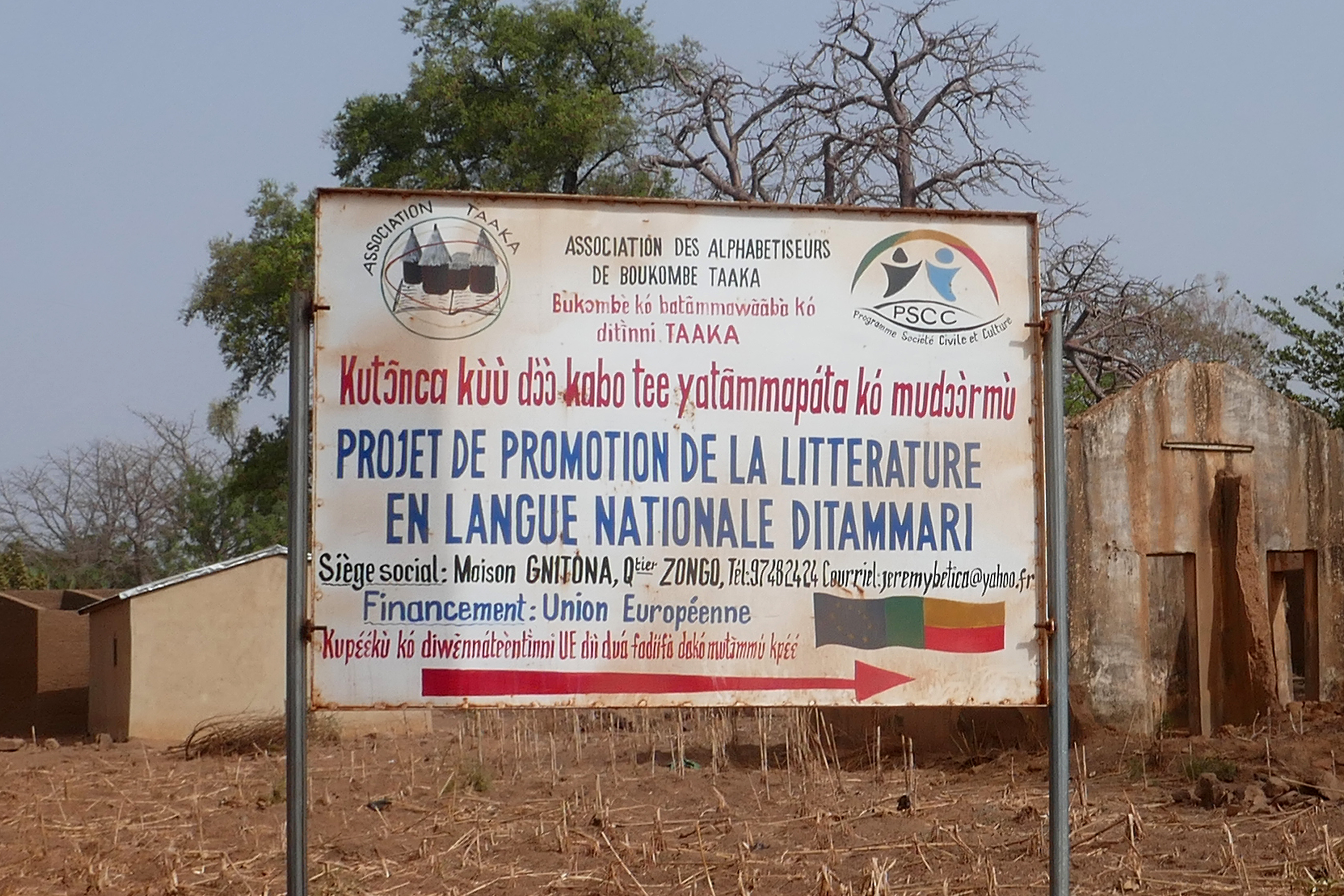
Реклама книг на дитаммари в Бенине